# Prophecy (Mami Kawada)
Prophecy è l'ottavo singolo pubblicato dalla cantante J-pop Mami Kawada ed è stato pubblicato da Geneon il 18 novembre 2009.

## Il singolo
Il brano che da titolo al singolo, Prophecy, è stato utilizzato come sigla di apertura di Shakugan no Shana S, serie di OAV dell'anime Shakugan no Shana. Prophecy è il quinto brano di Kawada utilizzato per questa serie.
Il singolo è stato distribuito in edizione limitata con CD e DVD (GNCV-0007) e in edizione regolare (GNCV-0008). Il DVD contiene il video musicale di Prophecy.
Il singolo ha raggiunto la posizione #34 nella classifica settimanale di Oricon ed è rimasto in tale classifica per tre settimane.

## Lista tracce
1. Prophecy
Testi: Mami Kawada
Composizione/Arrangiamento: Tomoyuki Nakazawa, Takeshi Ozaki
2. a frame
Testi: Mami Kawada
Composizione/Arrangiamento: Tomoyuki Nakazawa, Takeshi Ozaki
3. Prophecy -instrumental-
4. a frame -instrumental-

## Andamento vendite
| Classifica (2009)   | Posizione più alta |
| ------------------- | ------------------ |
| Oricon Daily Chart  | 20                 |
| Oricon Weekly Chart | 34                 |
| Vendite             | 4,713              |